# Instituto Británico de Fotografía Profesional
El Instituto Británico de Fotografía Profesional, en idioma inglés British Institute of Professional Photography o BIPP es una organización sin ánimo de lucro que se encarga de enseñar fotografía en el Reino Unido. La formación para los fotógrafos profesional incluye una cualificación técnica y la adopción de un código de conducta propio.
Ofrece tres niveles de cualificación para el ejercicio profesional: licenciado (Licentiateship (LBIPP)) que es el primer nivel de cualificación, asociado (Associateship (ABIPP)) que supone un nivel muy alto para el desarrollo profesional y socio (Fellowship (FBIPP) que señala un desarrollo profesional excepcional.
El instituto fue creado por la Asociación de Fotógrafos Profesionales (en idioma inglés The Professional Photographers' Association),  el 28 de marzo de 1901 en una reunión que se desarrolló en Fleet Street. Comenzó con unos cien fotógrafos y en la actualidad dispone de más de 3.500 miembros.
El instituto ofrece información personalizada sobre cada uno de sus miembros que incluye su perfil profesional. Además publica cada dos meses una revista especializada en fotografía llamada The Photographer (El fotógrafo) y dispone de varias sedes regionales como las de Yorkshire y Escocia.